# 蔡朝明
蔡 朝明（さい ちょうめい, ? - ）は、台湾の軍人、政治家。台湾籍初の国家安全局長。

## 経歴

### 軍歴
陸軍軍官学校31期卒業。1983年の駐東南アジアの軍事代表任命以来、20年以上軍事情報部門に勤務した。
1987年、少将、国防部情報次長室処長として、軍事戦略情報を主管した。在任期間、天安門事件が発生したが、蔡朝明は中国人民解放軍の動態を良く掌握し、その判断が正確だったため、総統と軍首脳部の好評を得た。これにより、1990年、情報次長室助理次長に任命された。
その後、中将に昇進し、中国に対するSIGINTを担当する国防部電訊発展室の主任となった。

### 国家安全局長
1997年2月、国家安全局副局長に任命された。局長の殷宗文は、蔡朝明を賞賛し、後任者として李登輝総統の同意を得ていたが、政権交代後、陳水扁総統は、丁渝洲を国家安全局長に任命した。丁渝洲の局長任命の半年後、蔡朝明は、副局長よりも格下の駐米特派員任命を願い出た。
2001年初め、アメリカより帰国し、7月に国家安全局首席副局長となり、その後正式に国家安全局長に任命された。台湾籍初の国家安全局長。2004年、三一九槍撃事件の責任を問われ辞任、監察院の弾劾を受け、公懲会により給予申誡処分が決議された。辞任後は、自宅に蟄居し、外界との接触を断った。
2008年6月、馬英九総統は、情報業務に通じた蔡朝明を国家安全局長に再任した。2009年3月、病気を理由に辞任。